# اندیس ترنگای
ترنگای یک اندیس فلزی است که در حوالی شهر کردگان استان خراسان قرار دارد و مادهٔ معدنی موجود در آن، مس است.سنگ میزبان این اندیس آندزیت ، بازالت است و دیرینگی آن به دوران ائو بالایی می‌رسد. در این اندیس، پاراژنز‌های پیریت، آزوریت ، لیمونیت ، کریزوکول ،کالکوسیت یافت می‌شوند.